# Corema album subsp. azoricum
Corema album subsp. azoricum é uma subespécie de planta com flor pertencente à família Empetraceae. 
A autoridade científica da subespécie é P.Silva, tendo sido publicada em Cat. Pl. Vasc. Acores 86. 1966.

## Portugal
Trata-se de uma subespécie presente no território português, nomeadamente no Arquipélago dos Açores.
Em termos de naturalidade é endémica da região atrás referida.

## Protecção
Não se encontra protegida por legislação portuguesa ou da Comunidade Europeia.